# قشلاق پوست شوران
قشلاق پوست شوران، روستایی از توابع بخش قلقل‌رود شهرستان تویسرکان در استان همدان ایران است.

## مردم
مردم این روستا لر هستند و به زبان لری سخن می گویند.

## جمعیت
این روستا در دهستان میان رود قرار دارد و براساس سرشماری مرکز آمار ایران در سال ۱۳۹۵، جمعیت آن ۲۰۶ نفر (۵۹ خانوار) بوده‌است.